# San Demetrio Corone
San Demetrio Corone är en ort och kommun i provinsen Cosenza i regionen Kalabrien i Italien. Kommunen hade 3 357 invånare (2018).